# Foz do Arelho
Foz do Arelho es una freguesia portuguesa del concelho de Caldas da Rainha, con 9,95 km² de superficie y habitantes (2001). Su densidad de población es de 122,9 hab/km².

## Galería

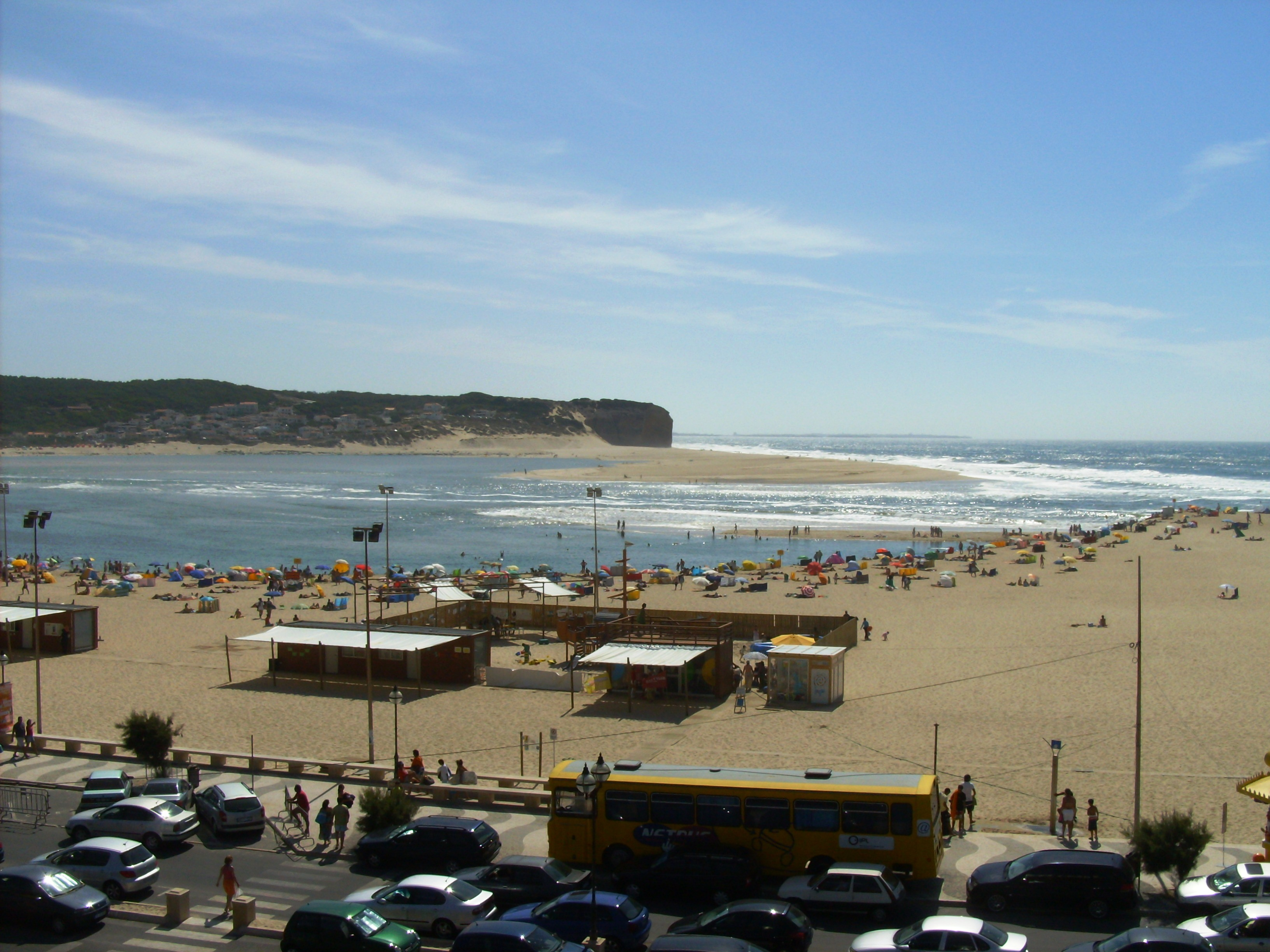
Foz do Arelho: vista de la playa.